# مزارهای پنج‌گانه مراغه

برج مدور

گنبدهای مراغه، برجهایی هستند که به تمدن پیش از اسلام و پس از اسلام تقسیم می‌شوند و نقش بسیار پررنگی برای بازیابی تاریخ معماری آن زمان ایفا می‌کنند. شهرستان مراغه با ۲۶۸ هزار نفر جمعیت و داشتن ۵ برج و بناهای تاریخی در گذشته به شهر برجها معروف بوده است.

## گنبد سرخ
قدیمی‌ترین گنبد باقیمانده مراغه است که در دوره سلجوقیان و به صورت مربع القاعده و در ۲ طبقه ساخته شده است. این گنبد از نظر ساخت و نوع تزئینات الهام بخش ساخت برجهای دیگر این شهر بوده است. گنبد سرخ یکی از قدیمی‌ترین بناهای موجود در مراغه است که در قسمت جنوب غربی شهر قرار دارد. نام بانی بنا و تاریخ احداث آنرا می‌توان از کتیبه جبهه شمالی و نام سازنده آن را از کتیبه غربی ملاحظه نمود. آنچه از این کتیبه‌ها برداشت می‌گردد این است که بنای گنبد سرخ در سال۵۴۲ هجری قمری به دستور عبدالعزیز بن محمود بن سعد یدیم و به وسیله بنی بکر محمد بن بندان بن محسن معمار ساخته شده است.

## گنبد مدور
شامل ۲ طبقه سردابه و نمازگاه است و هویت فرد دفن شده در سرداب آن تاکنون شناسایی نشده است. این برج در سال ۵۶۳ هجری قمری با سنگهای متخلخل آهکی و حجاری شده و آجرهای خشتی و ساروج ساخته شده است. درب ورودی‌آن با نقوشی مشابه نمای اصلی گنبد سرخ آذین شده است. گنبد کبود، دیگر برجی که در کناراین گنبد و در بافت مرکزی شهر بنا نهاده شده است نیز از دیگر برجهای مشهور اما کماکان پر رمز و راز این شهر به‌شمار می‌رود.

## گنبد کبود
که به مقبره مادر هولاکو نیز معروف می‌باشد در حدود ۱۰ متری برج مدور واقع است. این گنبد به شکل منشور ده وجهی زیبایی با طاقنما و حاشیه کاری‌ها در دو طبقه ساخته شده است. در این برج، کتیبه‌ای که تاریخ بنای آن را معلوم نماید وجود ندارد ولی کارشناسان آن را مربوط به دوره سلجوقی دانسته و تاریخ بنای آن را به سال پانصد و نود و سه نسبت می‌دهند. عده‌ای نیز به علت انتساب برج به مادر هلاکو آن را متعلق به دوره مغول می‌دانند ولی به عقیده «آندره گدار» تاریخ بنای برج باید مربوط به قبل از هلاکو باشد.

## گنبد غفاریه
این گنبد از آجر و به صورت مربع ساخته شده و دور تا دور آن را با خطوط زیبا کتیبه کاری‌کرده‌اند و به قرن هفتم هجری قمری تعلق دارد. این گنبد در زمان ابو سعید بهادر خان ساخته شده و مقبره شمس الدین قره سنقر است که در آن زمان حکمران مراغه نیز بوده است. تاریخ بنای آن را (۷۲۸–۷۲۵ ه‍.ق) ذکر کرده‌اند.
معماهای تاریخی مراغه تنها به برج‌ها منحصر نمی‌شود بلکه غار کبوتر نیز بر معماهای باستانی این شهر افزوده شده است. این غار دارای ۵چاه بسیار عمیق است که تاکنون هیچ‌کس نتوانسته به انتهای این غارها دسترسی یابد و همین امر باعث شده معمای دیگری بر کارنامه تاریخی این شهر سنجاق شود تا مراغه را از نگاهی دیگر، شهر معماهای تاریخی ایران نام گذاریم.